# Boris Mokrousow
Boris Andriejewicz Mokrousow (ros. Борис Андреевич Мокроусов, ur. 14 lutego?/27 lutego 1909 w Kanawino (obecnie część Niżnego Nowogrodu), zm. 27 marca 1968 w Moskwie) – radziecki kompozytor.

## Życiorys
Urodził się w rodzinie robotniczej. Uczył się w technikum muzycznym w Niżnym Nowogrodzie i na fakultetach robotniczych. W 1936 ukończył klasę kompozycji Konserwatorium Moskiewskiego. Komponował głównie pieśni liryczne, m.in. Zawietnyj Kamień (1944), Choroszi wiesnoj w sadu cwietoczki (1946), Piesnia o rodnoj ziemlie (1947), Odinokaja garmoń (1947). Tworzył również muzykę do filmów, m.in. Wiesna na zariecznoj ulice (1956), Striapucha (1966) i Nieułowimyje mstitieli (1967). Napisał również m.in. operę Czapajew (1940) i operetkę Roza wietrow (1947). W 1948 otrzymał Nagrodę Stalinowską II klasy. Został pochowany na Cmentarzu Nowodziewiczym.